# Vanuatuische Fußballnationalmannschaft (U-20-Männer)
Die vanuatuische U-20-Fußballnationalmannschaft ist eine Auswahlmannschaft vanuatuischer Fußballspieler, welche der Vanuatu Football Federation unterliegt.

## Geschichte
Die U-20-Auswahl bestritt ihr erstes Länderspiel am 8. Dezember 1974 gegen Tahiti, welches sie mit 1:2 verlor, damals noch formiert als Kondominium Neue Hebriden. Die Mannschaft spielt hauptsächlich auf kontinentaler Ebene, insbesondere bei der alle zwei Jahre stattfindenden U-20-Ozeanienmeisterschaft. An dieser nahmen sie bereits 14 Mal teil. Ihr größter Erfolg war der zweite Platz im Jahr 2014. Beim Turnier 2016 konnten sie sich im eigenen Land durch den Einzug ins Finale, welches gegen Neuseeland verloren wurde, ihre erste Teilnahme an einer U-20-Weltmeisterschaft sichern (Südkorea 2017). Dort traf die Mannschaft in der Vorrunde auf Deutschland, Mexiko und Venezuela. Die Mannschaft verlor alle drei Gruppenspiele, machte jedoch durch jeweils zwei Tore und knappe Niederlagen gegen Mexiko und Deutschland auf sich aufmerksam.

## Turnierbilanzen bei U-20-Weltmeisterschaften
| U-20-Weltmeisterschaft | U-20-Weltmeisterschaft | U-20-Weltmeisterschaft | U-20-Weltmeisterschaft | U-20-Weltmeisterschaft | U-20-Weltmeisterschaft | U-20-Weltmeisterschaft | U-20-Weltmeisterschaft | U-20-Weltmeisterschaft | U-20-Weltmeisterschaft | U-20-Weltmeisterschaft |
| Jahr                   | Teilnahme bis          | Gespielt               | Gewonnen               | Unentschieden          | Verloren               | Tore                   | Gegentore              | Tordifferenz           | Punkte                 |                        |
| ---------------------- | ---------------------- | ---------------------- | ---------------------- | ---------------------- | ---------------------- | ---------------------- | ---------------------- | ---------------------- | ---------------------- | ---------------------- |
| 1977–2015              | nicht qualifiziert     | −                      | −                      | −                      | −                      | −                      | −                      | −                      | −                      |                        |
| 2017                   | Vorrunde               | 3                      | 0                      | 0                      | 3                      | 4                      | 13                     | −9                     | 0                      |                        |
| Total                  | 1/21                   | 3                      | 0                      | 0                      | 3                      | 4                      | 13                     | −9                     | 0                      |                        |

## Turnierbilanzen bei U-20-Ozeanienmeisterschaften
| U-20-Ozeanienmeisterschaft | U-20-Ozeanienmeisterschaft | U-20-Ozeanienmeisterschaft | U-20-Ozeanienmeisterschaft | U-20-Ozeanienmeisterschaft | U-20-Ozeanienmeisterschaft | U-20-Ozeanienmeisterschaft | U-20-Ozeanienmeisterschaft | U-20-Ozeanienmeisterschaft | U-20-Ozeanienmeisterschaft |
| Jahr                       | Teilnahme bis              | Gespielt                   | Gewonnen                   | Unentschieden              | Verloren                   | Tore                       | Gegentore                  | Tordifferenz               | Punkte                     |
| -------------------------- | -------------------------- | -------------------------- | -------------------------- | -------------------------- | -------------------------- | -------------------------- | -------------------------- | -------------------------- | -------------------------- |
| 1974                       | 3. Platz                   | 3                          | 0                          | 1                          | 2                          | 3                          | 7                          | −4                         | 1                          |
| 1978                       |                            |                            |                            |                            |                            |                            |                            |                            |                            |
| 1980                       |                            |                            |                            |                            |                            |                            |                            |                            |                            |
| 1982                       |                            |                            |                            |                            |                            |                            |                            |                            |                            |
| 1985                       |                            |                            |                            |                            |                            |                            |                            |                            |                            |
| 1987                       |                            |                            |                            |                            |                            |                            |                            |                            |                            |
| 1988                       | Vorrunde                   | 2                          | 0                          | 0                          | 2                          | 2                          | 8                          | −6                         | 0                          |
| 1990                       | 3. Platz                   | 4                          | 2                          | 0                          | 2                          | 4                          | 10                         | −6                         | 4                          |
| 1992                       | 4. Platz                   | 4                          | 1                          | 1                          | 2                          | 4                          | 9                          | −5                         | 3                          |
| 1994                       | 4. Platz                   | 4                          | 2                          | 0                          | 2                          | 6                          | 6                          | 0                          | 6                          |
| 1997                       |                            |                            |                            |                            |                            |                            |                            |                            |                            |
| 1998                       | Vorrunde                   | 3                          | 1                          | 0                          | 2                          | 15                         | 9                          | +6                         | 3                          |
| & 2001                     | Vorrunde                   | 5                          | 4                          | 0                          | 1                          | 23                         | 4                          | +19                        | 12                         |
| & 2002                     | Vorrunde                   | 2                          | 0                          | 1                          | 1                          | 2                          | 4                          | −2                         | 1                          |
| 2005                       | 3. Platz                   | 5                          | 3                          | 0                          | 2                          | 12                         | 15                         | −1                         | 9                          |
| 2007                       | Vorrunde                   | 6                          | 1                          | 2                          | 3                          | 8                          | 17                         | −9                         | 5                          |
| 2008                       |                            |                            |                            |                            |                            |                            |                            |                            |                            |
| 2011                       | 3. Platz                   | 5                          | 4                          | 0                          | 1                          | 19                         | 5                          | +14                        | 12                         |
| 2013                       | 3. Platz                   | 4                          | 2                          | 0                          | 2                          | 12                         | 7                          | +5                         | 6                          |
| 2014                       | 2. Platz                   | 5                          | 3                          | 2                          | 0                          | 11                         | 4                          | +7                         | 11                         |
| & 2016                     | 2. Platz                   | 5                          | 4                          | 0                          | 1                          | 7                          | 7                          | 0                          | 12                         |
| Total                      | 14                         | 57                         | 27                         | 7                          | 23                         | 128                        | 112                        | +16                        | 85                         |

## Aktueller Kader
Die folgenden Spieler wurde für die U-20-Fußball-Weltmeisterschaft 2017 vom 20. Mai bis zum 11. Juni nominiert. Kursiv geschriebene Spieler haben bereits für die A-Nationalmannschaft gespielt.
Stand der Spiele und Toren nach dem letzten Spiel am 26. Mai 2017 gegen Deutschland.
| Nr. | Pos. | Spieler              | Einsätze | Tore | Verein              |
| --- | ---- | -------------------- | -------- | ---- | ------------------- |
| 1   | TW   | Daniel Alick         | 1        | 0    | ABM Galaxy          |
| 12  | TW   | Dick Taiwia          | 2        | 0    | Ifira Black Bird FC |
| 21  | TW   | Andreas Duch         | 2        | 0    | Tafea F.C.          |
| 2   | AB   | Selwyn Vatu          | 7        | 0    | Shepherds United    |
| 3   | AB   | Lency Philip         | 3        | 0    | Santos FC           |
| 4   | AB   | Jason Thomas         | 14       | 1    | Erakor Golden Star  |
| 5   | AB   | Joseph Iaruel        | 6        | 0    | Amicale FC          |
| 13  | AB   | Denly Ben            | 2        | 0    | Santos FC           |
| 14  | AB   | Reginold Ravo        | 2        | 0    | Shepherds United    |
| 15  | AB   | Gregory Patrick      | 8        | 0    | Torba United FC     |
| 6   | MF   | Claude Aru           | 8        | 0    | Malampa Revivors FC |
| 8   | MF   | Jayson Timatua       | 7        | 0    | Shepherds United    |
| 9   | MF   | Ronaldo Wilkins      | 10       | 3    | Sia-Raga FC         |
| 10  | MF   | Bong Kalo ()         | 15       | 9    | Tafea F.C.          |
| 11  | MF   | Godine Tenene        | 8        | 2    | Spirit 08 FC        |
| 16  | MF   | Frederick Massing    | 7        | 1    | United Malampa FC   |
| 17  | MF   | John Well Wohale     | 5        | 0    | Vaum United FC      |
| 7   | ST   | Bethuel Ollie        | 5        | 0    | Vaum United FC      |
| 18  | ST   | Johnathan Spokeyjack | 6        | 0    | Shepherds United    |
| 19  | ST   | Abednigo Sau         | 7        | 0    | Sia-Raga FC         |
| 20  | ST   | Azariah Soromon      | 3        | 0    | Tupuji Imere FC     |

## Trainerteam
| Position        |                 |
| --------------- | --------------- |
| Trainer         | Dejan Gluščević |
| Co-Trainer      | Anthony Pisano  |
| Teammanager     | Lorense Sisi    |
| Torwarttrainer  | Obed Jimmy      |
| Physiotherapeut | Albert Kaipam   |
| Media Officer   | Harry Atisson   |

### Ehemalige Trainer
- Moise Poida (2011–2013)
- Etienne Mermer (2014–2016)
- Declan Edge (2016)
- Etienne Mermer (2016–2017)